# 박진영 유품
박진영 유품(朴震英 遺品)은 대한민국 경상남도 함안군 산인면 내인리에 있는, 조선 인조 때의 무신인 광서 박진영(1569∼1641) 장군이 평소 사용하던 유품과 명나라 제독에게 받은 장려패문 등이다.
1979년 5월 2일 경상남도의 유형문화재 제103호 박진영장군 유품으로 지정되었다가, 2018년 12월 20일 현재의 명칭으로 변경되었다.

## 개요
이 유물들은 조선 인조 때의 무신인 광서 박진영(1569∼1641) 장군이 평소 사용하던 유품과 명나라 제독에게 받은 장려패문 등이다.
박진영은 선조 25년(1592) 임진왜란이 일어나자 군수 유숭인과 함께 의병을 모아 왜적을 물리쳤다. 선조 32년(1599)에 용궁현감에 임명되었고 광해군 5년(1613)에 경흥도호부사에 제수되었다. 인조 2년(1624)에 이괄의 난이 일어나자 도원수 장만의 휘하에 들어가 동교에서 대승하였다. 인조 14년(1636)에 병자호란이 일어나 청에 굴욕적인 항복을 했다고 비분강개하다가 인조 19년(1641)에 73세의 나이로 죽었다.

## 참고 자료
- 박진영 유품 - 국가유산청 국가유산포털